# Harwood, North Dakota
Harwood är en ort i Cass County i North Dakota. Vid 2010 års folkräkning hade Harwood 718 invånare.